# Слауэрхоф, Ян Якоб
Ян Якоб Слауэрхоф (нидерл. Jan Jacob Slauerhoff, изредка подписывался также John Ravenswood; 15 сентября 1898, Леуварден, Нидерланды — 5 октября 1936, Хилверсюм) — нидерландский поэт, прозаик, переводчик, корабельный врач, один из самых ярких представителей нидерландской литературы первой трети XX века. Писал также стихи по-французски.

## Биография
Ян Якоб Слауэрхоф родился 15 сентября 1898 года в протестантской семье, был пятым ребёнком из шести в семье и с детства страдал астмой.
Окончив школу (в которой учился вместе со своим другом, также будущим писателем, Симоном Вестдейком), Слауэрхоф выбрал врачебную карьеру и поступил в медицинский университет в Амстердаме. Это, однако, не помешало ему заниматься литературой — первые стихи Слауэрхофа были напечатаны в студенческом журнале Propria Cures. При этом он не принимал сколько-нибудь активного участия в студенческой жизни, с головой погрузившись в мир любимых французских символистов — Шарля Бодлера, Поля Верлена, Артюра Рембо, Жюля Лафорга, произведения которых переводил на нидерландский, также интересовался португальской, испанской, китайской поэзией.
Начиная с 1921 года, стихотворения Слауэрхофа начинают печататься в серьёзном литературном журнале «Поток» (Het Getij), а уже 1923 году вышел его первый поэтический сборник — «Архипелаг» (Archipel). В том же году поэт, считая себя ещё не готовым к серьёзным чувствам, разорвал отношения с Труус де Рейтер, с которой обручился ещё в студенческие годы, когда девушка изучала нидерландскую филологию, а сам поэт — медицину. Не сумев найти себе работу в Нидерландах (а во время учебы в университете у Слауэрхофа появилось немного друзей, но гораздо больше — врагов), поэт поступил на службу в Ост-Индскую корабельную компанию и стал судовым врачом. Однако уже в первом плавании слабое здоровье Слауэрхофа сказалось и заставило его искать работу на суше. Но уже через несколько месяцев он снова подписал контракт с корабельной компанией и отправился морем на Дальний Восток. До 1927 года, когда закончился контракт, Слауэрхоф не раз побывал в Китае, Гонконге и Японии.
С 1928 года поэт начал плавать врачом на судах, которые курсировали к Латинской Америке. Тем временем понемногу исправилось его самочувствие, а писательская слава начала расти (до 1930 года были уже напечатаны 6 поэтических сборников и 2 сборника рассказов автора). В стихах Слауэрхофа читатели с удовольствием открывали удивительный мир восточных стран и южных морей, автор рассказывал о китайцах-кули, которые загружали лодки от Шанхая до Кантона, о портовых городах — Порт-Саиде, Джибути, Сингапуре, о моряках и пиратах, о мужестве, верности и путешествиях на край Земли.
С 1929 года Слауэрхоф часто бывал в Нидерландах, работая в Утрехте в клинике дерматологии и венерических заболеваний. В сентябре 1930 года он женился на танцовщице, балерине Дарье Колин (Darja Collin), и некоторое время чувствовал себя очень счастливым. Однако уже 1931 году он снова заболел (на этот раз пневмонией) и вынужден был уехать поправлять здоровье в Италию, куда быстро переехала и его беременная жена. Ребёнок у супругов родился мёртвым, и Слауэрхоф впал в депрессию, а в 1932 году после тяжёлых раздумий решил снова выйти в море. Здоровье поэта было слабым, и он решил отправиться в Северную Африку, но вскоре вернулся. Вместе со здоровьем ухудшились отношения с женой, которые через некоторое время закончились разводом.
Между тем писательская слава Слауэрхофа, как и раньше, всё увеличивалась. В 1932 году вышло его «Запретное королевство» (Het verboden rijk), исторический роман с чертами магического реализма, в котором рассказывается о XIX веке и португальском поэте XVI века Камоэнсе, авторе сонетов и героической поэмы «Лузиады», который, как и сам Слауэрхоф, бывал на Востоке. Нидерландский поэт неоднократно обращался к образу своего предшественника — например, в сонете «Камоэнс» — и сопоставлял его судьбу со своей, предвидя и в этом горькое предостережение (ведь Камоэнс умер от чумы). Этот, а также следующий роман Слауэрхофа, «Жизнь на земле» (Het leven op aarde, 1934), были одобрительно приняты критикой и читателями, а поэтическая книга Soleares была в 1933 году была даже отмечена премией Ван дер Хогта.
После 1935 года Слауэрхоф много плавал по миру. В одном из своих путешествий в Южную Африку он сильно заболел малярией и в 1936 году спешно вернулся в Нидерланды, но было уже поздно. Поэт умер 5 октября 1936 года, вскоре после своего 38-го дня рождения, в больнице в Хилверсюме, не дожив одного месяца до выхода своего последнего сборника стихов «Достойная могила моряка» (Een eerlijk zeemansgraf).
Прозаические произведения Яна Слауэрхофа переведены на немецкий, французский, итальянский, португальский и украинский языки, поэзия — на русский и белорусский.

## Переводы на русский язык
- [www.stihi.ru/2003/12/21-325 Корабль дураков в переводе Евг. Витковского]